# Metrichia pakitza
Metrichia pakitza is een schietmot uit de familie Hydroptilidae. De soort komt voor in het Neotropisch gebied.